# Vozera Vjadzeta
Vozera Vjadzeta (vitryska: Возера Вядзета) är en sjö i Belarus.   Den ligger i voblasten Vitsebsks voblast, i den norra delen av landet, 240 km nordost om huvudstaden Minsk. Vozera Vjadzeta ligger 148 meter över havet. Arean är 3,8 kvadratkilometer. Den sträcker sig 1,9 kilometer i nord-sydlig riktning, och 4,3 kilometer i öst-västlig riktning.
I omgivningarna runt Vozera Vjadzeta växer i huvudsak blandskog. Runt Vozera Vjadzeta är det ganska tätbefolkat, med 72 invånare per kvadratkilometer.